# 孙正平
孙正平（1951年2月28日—）是中央电视台著名体育播音员以及解说员，出生于北京。 
於1968年12月赴山西省稷山县插队务农，其后开始接触播音工作。1973年考入山西大学体育系学习。1976年毕业后，分配至稷山县翟店中学任教。1979年调入太原铁路一中任教，并加入中国共产党。1981年3月调入中央电视台任体育播音员至今。1992年被聘为主任播音员，曾任体育部专题组组长，现任体育中心播音组组长。 
入行20年多来，孙正平曾先后参加了五届奥运会、五届亚运会、五届世界杯足球赛等重大国际赛事的播音、主持及评论工作，在全国新闻记者中还没有超过这一纪录的，并因经常转播大型运动会的开幕式和闭幕式而被戏称为“孙开闭”。 
另外，在黄健翔辞职事件中，有传是孙正平亲自撰写举报信逼黄离开CCTV，但孙正平本人在其自传《声涯》中对此予以否认。